# Scott Lively
Scott Lively (Shelburne Falls, Massachusetts, Estados Unidos, 14 de diciembre de 1957) es un activista, escritor y abogado estadounidense, además de haber sido candidato independiente en las elecciones para gobernador de Massachusetts de 2014. Lively es el presidente de Abiding Truth Ministries, una organización fundamentalista cristiana con sede en Temecula (California) en contra de los derechos LGBT. También es uno de los fundadores de Watchmen on the Walls, una organización evangélica internacional con sede en Riga, fue el director de la American Family Association y portavoz de la Oregon Citizens Alliance.
En 1989, se convirtió en portavoz de la Oregon Citizens Alliance y trabajó en la medida electoral antiaborto para las elecciones intermedias de 1990 en Estados Unidos. En 1991, Lively junto a dicha organización cambió el foco de atención del aborto a la homosexualidad citando el "rápido avance de esa agenda en Oregón". En 1991, Lively agredió a Catherine Stauffer, arrojándola contra una pared y arrastrándola por el suelo de una iglesia de Portland, en un acto de Oregon Citizens Alliance que ella intentaba filmar. En 1992 fue declarado responsable de daños y perjuicios por valor de 31 000 dólares.
Lively ha apoyado la criminalización de "la defensa pública de la homosexualidad" al menos desde 2007. Dio una "serie de conferencias" a ugandeses y se reunió con legisladores ugandeses justo antes de que el proyecto de ley antihomosexual de Uganda fuese redactado. Apareció en un documental titulado Sodom emitido en el canal de televisión ruso Russia-1.
El 14 de agosto de 2013, un juez federal estadounidense falló que un caso en contra de Scott Lively por parte del Centro por los Derechos Constitucionales en nombre de Sexual Minorities Uganda (SMUG), una coalición ugandesa que apoya los derechos LGBT, era legítimo. Este caso es único ya que la demanda judicial afirma que a lo largo de la década anterior, Scott Lively, junto a la colaboración de algunos oficiales gubernamentales y líderes religiosos en Uganda, es responsable por privar a las personas LGBT en Uganda de sus derechos humanos por razones de identidad, lo que, según la demanda, cumple con la definición de persecución de acuerdo con el Derecho internacional y por tanto constituye un crimen contra la humanidad. Esta persecución se materializó mediante la introducción de la Ley Antihomosexual en Uganda, la cual Lively ayudó a ingeniar.
Lively ha sido entrevistado tanto en la radio como en la televisión estadounidenses por su participación en el movimiento exgay y por su oposición a los derechos LGBT. Según un perfil periodístico de enero de 2011, Lively "no ha cambiado su opinión respecto a que los homosexuales son 'agentes del declive moral de Estados Unidos', pero ha cambiado su enfoque para que encaje con sus feligreses en Springfield (Massachusetts)", y "está reduciendo su retórica antigay y desplazando su enfoque para ayudar a los gays esclavizados".

## La esvástica rosa
Kevin E. Abrams y Scott Lively escribieron La esvástica rosa (en inglés: The Pink Swastika) en 1995. Abrams y Lively escriben en el prólogo que "los homosexuales [son] los verdaderos arquitectos del nazismo y la fuerza que guía muchas de las atrocidades nazis".
La premisa del libro de Lively y Abrams ha sido tachada de un "mito pernicioso", "completamente falso", y una "mentira descarada", y varios historiadores han cuestionado las premisas de Abrams y Lively y el uso selectivo de investigaciones históricas.